# Outblack
Outblack is een Belgisch bier van hoge gisting.
Het bier wordt gebrouwen door De Struise Brouwers, Oostvleteren. Het is een donkerbruin bier met een alcoholpercentage van 10%. Dit bier is een samenwerking tussen De Struise Brouwers en Brian Strumke, brouwer bij Stillwater Brewing Company in de VS.